# Woerden
 (décembre 2023).
Si vous disposez d'ouvrages ou d'articles de référence ou si vous connaissez des sites web de qualité traitant du thème abordé ici, merci de compléter l'article en donnant les références utiles à sa vérifiabilité et en les liant à la section « Notes et références ».
Woerden, aussi appelé Voerde en français, est une commune et une ville des Pays-Bas, en province d'Utrecht, qui compte environ 53 250 habitants (2023).

## Histoire
(avril 2023).
Le contenu est difficilement compréhensible vu les erreurs de traduction, qui sont peut-être dues à l'utilisation d'un logiciel de traduction automatique.
Woerden remonte à l'époque romaine, lorsque le castellum Laurium a été fondé sur ce site vers 41 apr. J.-C., sur une hauteur naturelle. Ce castellum était un campement le long de la frontière nord de l'Empire romain, formé par le Rhin, aujourd'hui le Vieux Rhin. Laurium a été utilisé jusqu'en 270 environ. Un certain nombre de navires romains (nl) ont été trouvés à Woerden, et une réplique est utilisée pour des croisières touristiques depuis 2009.
Entre 719 et 722, Boniface séjourne à Woerden pour prêcher. Vers l'an 795, Woerden s'appelait Wyrda,.
Au Moyen Âge, Woerden commence à se fortifier à partir du XIIe siècle (avec château, remparts et douves). Vers 1160, Godefroid de Rhenen, l'évêque d'Utrecht, fit construire une fortification pour la colonie de Worden (parfois nommée Worthene) sur le Vieux Rhin. Le renforcement avait pour but de contrecarrer l'expansionnisme du comte de Hollande. La ville possédait une église en bois, qui a brûlé en 1202.
Les seigneurs de Woerden (nl) possédaient Woerden et ses environs durant la période 1165 - 1304. Les armoiries actuelles de Woerden, d'or à trois diamants de sable, ont été identifiées comme les armoiries d'Herman de Woerden de 1277.
La gestion de l'eau de Woerden était assurée par le Groot Waterschap (nl). Ce conseil existait à partir de 1226 et rendait Woerden indépendant du Hoogheemraadschap van Rijnland. Cependant, la ville et ses environs dépendaient entièrement de la régie des eaux pour le drainage. En 1995, le Groot Waterschap a été ajouté au Hoogheemraadschap De Stichtse Rijnlanden.[7]
Au sud-ouest de la ville, un château a été fondé par le comte Florent V vers 1275. Une église en pierre a également été construite au XIIIe siècle, qui a été agrandie au cours des siècles suivants pour devenir l'actuelle Petruskerk.[6]
Woerden reçut les privilèges urbains du duc Albert Ier de Hainaut, le 12 mars 1372. La construction du château de Woerden a commencé en 1410 et celle de l'hôtel de ville en 1501. Les bâtiments monumentaux ultérieurs sont l'église luthérienne (1646), la Pastorie (1672), Petruskerk (1673), le moulin De Windhond (1755), l'Arsenal (1762), le Kruijthuis (1784), la Kazerne (1790), le Monastère (1899), le château d'eau (1906) et l'église Saint Bonaventure (1892) qui domine de loin le paysage urbain de sa haute flèche.
Le prêtre de Woerden Jan de Bakker fut le premier des Pays-Bas du nord à être brûlé sur le bûcher en 1525 pour sa prédication qui s'écartait de la doctrine de l'Église catholique romaine.[8] Mais les conflits religieux à Woerden étaient initialement limités. Cependant, le duc catholique Erik de Brunswick, qui avait été nommé seigneur de Woerden par Philippe II, réprima brutalement en septembre 1566, les tentatives d'introduire le culte luthérien dans la Petruskerk. Un siège de Woerden s'ensuivit en 1575-1576. Pendant ce siège, le miracle de Woerden (nl) eut lieu, donnant à nouveau à manger à la population affamée. Woerden, qui se rangea du côté de la Révolte en 1572, fut assiégée par les Espagnols : la ville tint bon et les Espagnols levèrent leur siège au bout d'un an.
Vers 1600, en plus des remparts, des murs et des douves, les défenses de la ville ont été renforcées par l'ajout d'un ravelin et de quatre bastions, qui ont été en grande partie construits aux angles du mur d'enceinte existant.[1]
La ville subit par deux fois le passage des troupes françaises. La première fois, ce fut lors de la Rampjaar de 1672 c'est-à-dire pendant la guerre de Hollande. Woerden faisait alors partie de l'Oude Hollandse Waterlinie (ou Ancienne ligne d'eau de défense). La bataille de Kruipin (nl) eut lieu dans la nuit du 11 au 12 octobre 1672 au Fort Kruipin (nl). La ville fut prise par le maréchal de Luxembourg. Les Français occupèrent la ville pendant un an, année au cours de laquelle ils inspirèrent un règne de terreur et au cours duquel de nombreux bâtiments furent incendiés, dont la Petruskerk,[6] et les archives détruites.
Une carte de 1725 montre qu'un deuxième canal a été établi autour de la ville. Il y avait donc un terrain de défense vide entre les douves intérieures et extérieures.[1]
La deuxième fois que la ville souffrit du passage des forces françaises, ce fut en 1813, à la fin de la Période française, lorsque la population se rangea un peu trop tôt du côté du prince d'Orange, c'est-à-dire alors que les soldats français étaient encore dans la ville. Les Français ripostèrent de manière horrible, pillant massivement la ville le 24 novembre et en assassinant de nombreux civils. Dans ce massacre, connu sous le nom de Désastre de Woerden (nl), 28 civils furnt tués et 37 blessés.[9]
Woerden compte nombre d'édifices de style néo-classique, construits durant le siècle d'or néerlandais.

## Géographie
Woerden est située entre Utrecht et La Haye. La ville est traversée par la rivière du Vieux Rhin. Jusqu'au 1er janvier 1989, date d'une correction de frontière provinciale, la commune était située en Hollande-Méridionale.

## Personnalités liées à la commune
- Jan Christiaan ten Noever (1752-1814), patriote batave.
- Arie van Vliet (1916-2001), coureur cycliste sur piste.
- Jaap Blonk, compositeur, poète et performer néerlandais.
- Herman Ferdinandus Maria Münninghoff, évêque de Jayapura.
- Esther Vergeer (1981-), tenniswoman handisport, multiple championne paralympique.
- OnneDi (1990-), actrice, doubleuse et youtubeuse néerlandaise.

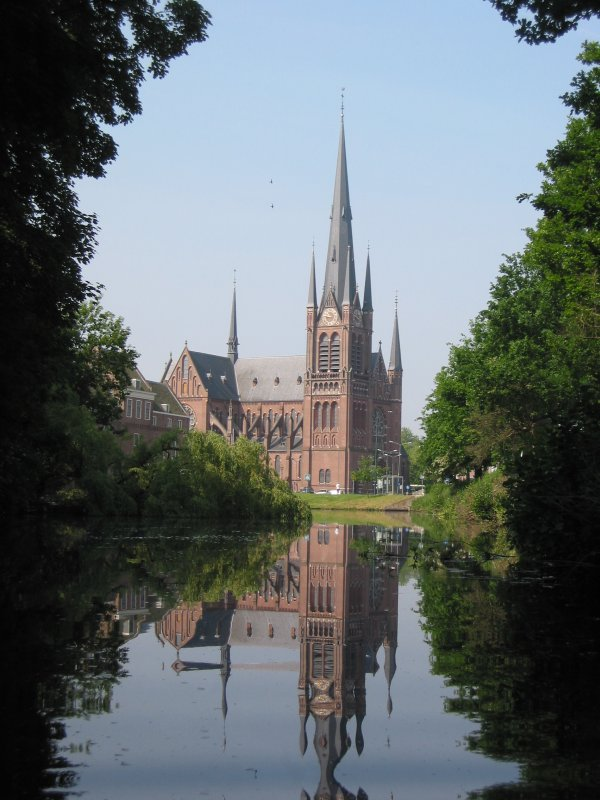
Sint-Bonaventurakerk.

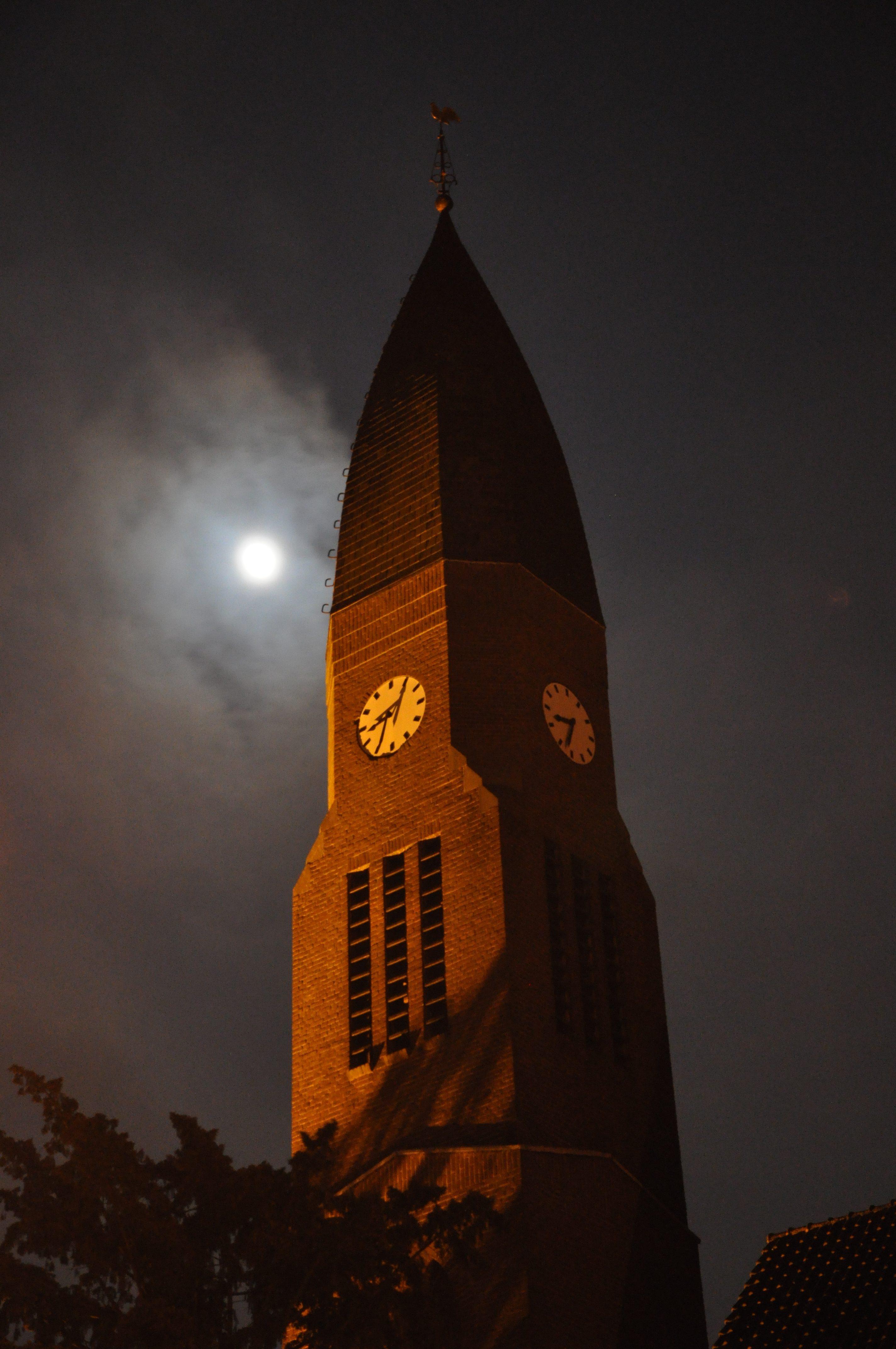
Clôcher de l'Opstandingskerk.